# Municipio de Penn (condado de Lycoming)
El municipio de Penn  (en inglés: Penn Township) es un municipio ubicado en el condado de Lycoming en el estado estadounidense de Pensilvania. En el año 2000 tenía una población de 900 habitantes y una densidad poblacional de 13.1 personas por km².

## Geografía
El municipio de Penn se encuentra ubicado en las coordenadas 41°16′48″N 76°38′37″O / 41.28000, -76.64361.

## Demografía
Según la Oficina del Censo en 2000 los ingresos medios por hogar en la localidad eran de $40,735 y los ingresos medios por familia eran $46,797. Los hombres tenían unos ingresos medios de $28,421 frente a los $22,000 para las mujeres. La renta per cápita para la localidad era de $16,346. Alrededor del 6,9% de la población estaban por debajo del umbral de pobreza.